# رارانتشيو
رارانتشيو قرية تقع إدارياً ضمن بلدية دريانوفو ‏ في بلغاريا. تعتمد رارانتشيو للبريد على الرمز البريدي 5370.